# Budynek Towarzystwa Naukowego w Toruniu
Budynek Towarzystwa Naukowego w Toruniu – zabytkowa siedziba Towarzystwa Naukowego w Toruniu.
Początkowo Towarzystwo Naukowe w Toruniu działało w prywatnym lokum przy ulicy Łaziennej. W maju 1881 roku rozpoczęto budowę nowej siedziby przy ulicy Wysokiej. Budowę finansowano ze składek. Budynek oddano do użytku w 1882 roku. W lokum mieściły się zbiory muzealne, księgozbiór (liczący do 1916 roku 5 tys. woluminów) oraz odbywały się odczyty i spotkania. Przez pewien czas w budynku istniały hotel i restauracja. W 1923 roku w budynku utworzono Książnicę Miejską. W jej ramach Towarzystwo przekazało własny księgozbiór w trybie depozytu.
Podczas II wojny światowej władze III Rzeszy rozwiązały stowarzyszenie, a księgozbiór przejęła Stadtbibliothek Thorn.
W zachodniej ścianie budynku wmurowano tablicę upamiętniającą Ottona Steinborna, lekarza, działacza społecznego i naukowego, pierwszego komisarycznego burmistrza Torunia w niepodległej Polsce oraz działacza Towarzystwa Naukowego w Toruniu. Tablicę odsłonięto 4 sierpnia 1937 roku. Była ona sfinansowana ze składek mieszkańców miasta. Na tablicy znajduje się wizerunek Steinborna oraz napis: W TYM DOMU DZIAŁAŁ 1899–1936 DR. MED. OTTON STEINBORN. CZEŚĆ JEGO PAMIĘCI.